# Carl Ludwig Leo

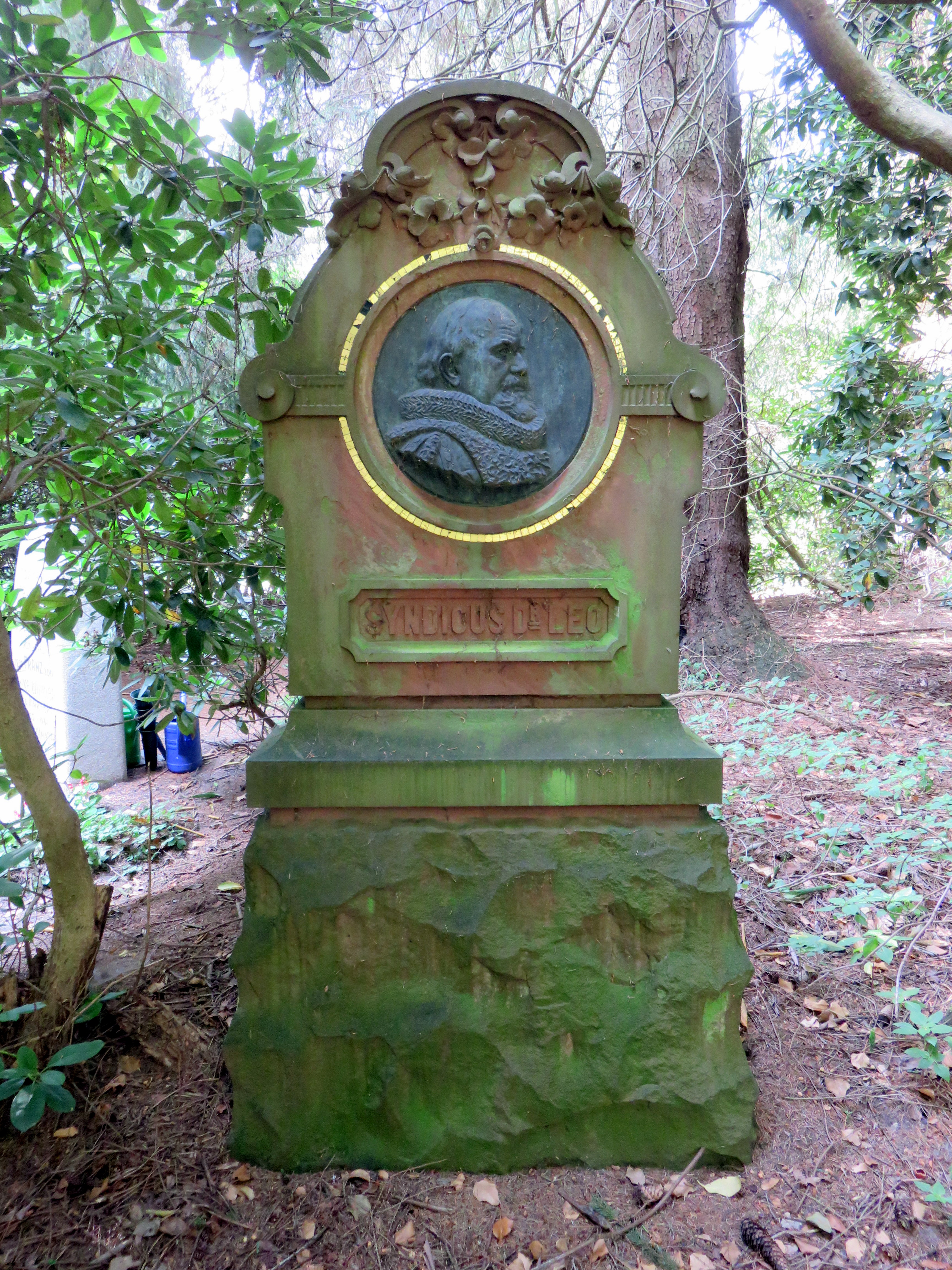
Grabstätte Leo auf dem Friedhof Ohlsdorf

Carl Ludwig Leo (* 19. Februar 1828; † 14. März 1899) war ein deutscher Jurist und Hamburger Senatssyndikus.

## Leben
Leo studierte Rechtswissenschaften und promovierte 1850 in Göttingen. Am 3. Mai 1850 wurde er in Hamburg als Advokat zugelassen. Er war als Anwalt eingeschrieben, bis er im November 1861 zum Sekretär des Bürgerausschusses der Bürgerschaft berufen wurde. Er wurde Nachfolger von Friedrich Theodor Müller. Er amtierte bis 1869 für den Bürgerausschuss, dann wechselte er in das Amt des Sekretärs der Finanzdeputation. Nach dem Tod von Carl Hermann Merck wurde Leo zum Senatssyndicus des Hamburger Senates berufen und amtierte als solcher bis 1899.
Gustav Leo war sein Sohn, Carl Friedrich Lehmann-Haupt sein Neffe.